# Diaphananthe vandiformis
Diaphananthe vandiformis är en orkidéart som först beskrevs av Friedrich Fritz Wilhelm Ludwig Kraenzlin, och fick sitt nu gällande namn av Rudolf Schlechter. Diaphananthe vandiformis ingår i släktet Diaphananthe och familjen orkidéer.
Artens utbredningsområde är Kamerun. Inga underarter finns listade i Catalogue of Life.